# Johann Heugel (Oberamtmann)
Johann Heugel (* 1553 in Kassel; † 12. Juni 1601 in St. Goar) war ein landgräflich Hessen-Kasseler Kammermeister und Rat und zuletzt Oberamtmann der Niedergrafschaft Katzenelnbogen.

## Leben
Heugel wurde als Sohn des landgräflichen Hofkapellmeisters und Komponisten Johann Heugel (ca. 1510–1585) und dessen Frau Margerita († 1612) in Kassel geboren. Der bereits in fortgeschrittenem Alter stehende Vater ließ seinem Sohn eine gute Ausbildung zukommen. Johann jun. studierte an der Universität Marburg – u. a. bei Justus Vultejus, einem guten Freund seines Vaters – und erwarb sein Diplom 1573. Danach trat er in den Dienst des Landgrafen Wilhelm IV. von Hessen-Kassel.
Er wurde 1577 Kanzleischreiber, 1578 Kammersekretär, 1589 Kammerrat und schließlich 1594 unter Landgraf Moritz Kammermeister. Seinem Landesherrn diente er oft als Gesandter. Gegen Ende des Jahres 1600 wurde er zum Oberamtmann der zu Hessen-Kassel gehörigen Niedergrafschaft Katzenelnbogen mit Amtssitz auf der Burg Rheinfels ernannt.
Er verstarb dort noch in seinem ersten Amtsjahr. Seine Grabplatte aus rotem Sandstein befindet sich in der Stiftskirche St. Goar; sie zeigt im vertieften Mittelfeld oben das Wappen Heugels mit Helmzier und Decke, darunter eine Rollwerkkartusche mit achtzeiligem Bibelzitat.

## Ehe und Nachkommen
Johann Heugel heiratete 1578 Anna Bischoff (* 5. August 1554 † 3. Januar 1610), die Tochter des Felsberger Pfarrers Martin Bischoff und dessen Frau Ursula. Anna Bischoff war Kammerfräulein am Kasseler Hof und Erzieherin des späteren Landgrafen Moritz von Hessen-Kassel. Das Paar hatte neun Kinder, von denen vier Töchter überlebten. Nach Heugels Tod auf Rheinfels zog seine Witwe mit den Kindern zurück nach Kassel und trat wieder in den Dienst am Hofe. Die älteste Tochter, Sabina Heugel (* 1581 † 3.11.1647) heiratete 1602 den Rittmeister und Herrn auf Grebenau, Christian Hund, den ältesten Sohn des Hessen-Kasseler Kanzlers Heinrich Hund. Dieser gehörte der Bastardlinie der Hund zu Gudensberg an. Eine zweite Ehe verband sie mit Moritz Official, dem Sohn des Wirtes "Zum Wilden Mann" in der Kasseler Altstadt, Michael Official. Die zweite Tochter, Juliane (* 1591 † 1622) heiratete den Bremer Bürgermeister Johann Zobel und wurde Mutter des späteren Hessen-Kasseler Geheimen Rats und Komitialgesandten Sebastian Friedrich Zobel (* 1617 † 1671). Die dritte, Agnes Heugel (* 1593 † ca. 1621) heiratete den hessischen Regierungsrat Johann Siegfried Clotz, Sohn des Kanzlers Siegfried Clotz. Maria (*1597 † nach 1622), die jüngste Tochter, heiratete in erster Ehe Caspar Meusch, Kammersekretär des Landgrafen Moritz von Hessen-Kassel und engen Freund des Komponisten Heinrich Schütz. Nach Meuschs Tod 1620 verband Maria eine zweite Ehe ab 1622 mit dem Hofjunker und Literaten Carl Gustav von Hill, auch Hille genannt (* ca. 1590; † 1647).